# Кесвик (Ајова)
Кесвик (енгл. Keswick) град је у америчкој савезној држави Ајова. По попису становништва из 2010. у њему је живело 246 становника.

## Демографија
Према попису становништва из 2010. у граду је живело 246 становника, што је -49 (-16.6%) становника више него 2000. године.
| Група             | 2000.       | 2010.       |
| Белци             | 292 (99,0%) | 240 (97,6%) |
| Афроамериканци    | 0 (0,0%)    | 0 (0,0%)    |
| Азијати           | 1 (0,3%)    | 0 (0,0%)    |
| Хиспаноамериканци | 2 (0,7%)    | 0 (0,0%)    |
| Укупно            | 295         | 246         |